# Vegas Jones
Vegas Jones (* 28. September 1994 in Garbagnate Milanese, Metropolitanstadt Mailand, als Matteo Privitera) ist ein italienischer Rapper.

## Werdegang
Der junge Rapper, dessen Pseudonym sich aus Vincent Vega und Nasir Jones zusammensetzt, nahm 2013 sein erstes Mixtape Funky Shit Vol. 1 auf und gewann später den Wettbewerb One Shot Game des unabhängigen Labels Honiro. Dort veröffentlichte er das nächste Mixtape Oro Nero, verfolgte seine Karriere anschließend aber wieder unabhängig. Das Mixtape Gratta & Vinci erschien 2016. In diesem Jahr wurde er beim Label Dogozilla von Don Joe (Club Dogo) unter Vertrag genommen und veröffentlichte Chic Nisello, in Zusammenarbeit mit Emis Killa und Nitro.
2017 wechselte Vegas Jones zum Major-Label Universal und veröffentlichte zunächst die Singles Yankee Candle und Burberry Freestyle. Im März 2018 erschien das erste Studioalbum des Rappers, Bellaria, dem die Single Malibu vorausging, die Platz eins der italienischen Singlecharts erreichte.

## Diskografie

### Studioalben
| Jahr | Titel Musiklabel         | Höchstplatzierung, Gesamtwochen, AuszeichnungChartsChartplatzierungen (Jahr, Titel, Musiklabel, Platzierungen, Wochen, Auszeichnungen, Anmerkungen) | Anmerkungen                                               |
| Jahr | Titel Musiklabel         | IT | Anmerkungen                                               |
| ---- | ------------------------ | --- | --------------------------------------------------------- |
| 2018 | Bellaria Universal       | IT3 Platin · (52 Wo.)IT | Erstveröffentlichung: 23. März 2018 Verkäufe: + 50.000    |
| 2019 | La bella musica RCA/Sony | IT4 Gold · (22 Wo.)IT | Erstveröffentlichung: 8. November 2019 Verkäufe: + 25.000 |
| 2025 | Primetime Epic/Sony      | IT69 (1 Wo.)IT | Erstveröffentlichung: 11. April 2025                      |

### Mixtapes
| Jahr | Titel Musiklabel       | Höchstplatzierung, Gesamtwochen, AuszeichnungChartsChartplatzierungen (Jahr, Titel, Musiklabel, Platzierungen, Wochen, Auszeichnungen, Anmerkungen) | Anmerkungen                                              |
| Jahr | Titel Musiklabel       | IT | Anmerkungen                                              |
| ---- | ---------------------- | --- | -------------------------------------------------------- |
| 2017 | Chic Nisello Dogozilla | IT55 Gold · (21 Wo.)IT | Erstveröffentlichung: 25. Januar 2017 Verkäufe: + 25.000 |
| 2023 | Jones RCA/Sony         | IT17 (2 Wo.)IT | Erstveröffentlichung: 23. Juni 2023                      |

Weitere Mixtapes
- 2015: Oro nero

### EPs
| Jahr | Titel       | Höchstplatzierung, Gesamtwochen, AuszeichnungChartsChartplatzierungen (Jahr, Titel, Platzierungen, Wochen, Auszeichnungen, Anmerkungen) | Anmerkungen                            |
| Jahr | Titel       | IT | Anmerkungen                            |
| ---- | ----------- | --- | -------------------------------------- |
| 2020 | Giro veloce | IT31 (4 Wo.)IT | Erstveröffentlichung: 21. Oktober 2020 |

Weitere EPs
- 2014: Cordiali Saluti Skillstape
- 2016: Gratta & Vinci Skillstape

### Singles
| Jahr | Titel Album                         | Höchstplatzierung, Gesamtwochen, AuszeichnungChartsChartplatzierungen (Jahr, Titel, Album, Platzierungen, Wochen, Auszeichnungen, Anmerkungen) | Anmerkungen                                                               |
| Jahr | Titel Album                         | IT | Anmerkungen                                                               |
| --- | ----------------------------------- | --- | ------------------------------------------------------------------------- |
| 2017 | Trankilo Chic Nisello               | IT47 Platin · (12 Wo.)IT | feat. Nitro; Verkäufe: + 50.000                                           |
| 2017 | Yankee Candle Bellaria              | IT46 Platin · (26 Wo.)IT | Erstveröffentlichung: 28. Juni 2017 Verkäufe: + 50.000                    |
| 2017 | Boom –                              | IT34 (2 Wo.)IT | Erstveröffentlichung: 14. Dezember 2017                                   |
| 2018 | Malibu Bellaria                     | IT1 ×3Dreifachplatin · (31 Wo.)IT | Erstveröffentlichung: 9. März 2018 Verkäufe: + 150.000                    |
| 2018 | Start Again –                       | IT35 Platin · (13 Wo.)IT | Erstveröffentlichung: 22. Juni 2018 Verkäufe: + 50.000; mit OneRepublic   |
| 2018 | Pelle d’oca Bellaria: Gran Turismo  | IT30 Gold · (2 Wo.)IT | Erstveröffentlichung: 16. November 2018 Verkäufe: + 25.000                |
| 2019 | Puertosol La bella musica           | IT61 Gold · (1 Wo.)IT | Erstveröffentlichung: 28. Juni 2019 Verkäufe: + 25.000                    |
| 2019 | Puertosol Golden Coast –            | IT70 (4 Wo.)IT | Erstveröffentlichung: 6. August 2019 mit Dani Faiv                        |
| 2020 | Sballo Shallo Giro veloce           | IT51 (1 Wo.)IT | Erstveröffentlichung: 20. Oktober 2020 mit Andry The Hitmaker feat. Salmo |
| Folgende Lieder erschienen nicht als Single, wurden aber durch das Album zum Download und Streaming bereitgestellt und konnten somit eine Platzierung erlangen: |                                     | |                                                                           |
| |                                     | |                                                                           |
| 2018 | Brillo Bellaria                     | IT15 Gold · (3 Wo.)IT | feat. MadMan & Gemitaiz Verkäufe: + 25.000                                |
| 2018 | Mamacita Bellaria                   | IT21 (3 Wo.)IT | feat. Guè Pequeno                                                         |
| 2018 | Bellaria                            | IT32 (2 Wo.)IT |                                                                           |
| 2018 | Ice Bellaria                        | IT49 (1 Wo.)IT |                                                                           |
| 2018 | Il viaggio Bellaria                 | IT60 (1 Wo.)IT |                                                                           |
| 2018 | Trappola Bellaria                   | IT68 (1 Wo.)IT |                                                                           |
| 2018 | La finale Bellaria                  | IT80 (1 Wo.)IT |                                                                           |
| 2018 | Nuova ghini Bellaria                | IT86 (1 Wo.)IT |                                                                           |
| 2018 | Bubble Bubble Bellaria              | IT88 (1 Wo.)IT |                                                                           |
| 2018 | Cristo Bellaria                     | IT100 (1 Wo.)IT |                                                                           |
| 2018 | Frecciarossa Bellaria: Gran Turismo | IT50 (1 Wo.)IT | feat. Nayt                                                                |
| 2018 | 1000 domande Bellaria: Gran Turismo | IT70 (1 Wo.)IT |                                                                           |
| 2018 | Gran turismo Bellaria: Gran Turismo | IT96 (1 Wo.)IT |                                                                           |
| 2019 | Follia del mattino La bella musica  | IT44 (1 Wo.)IT |                                                                           |
| 2019 | Presidenziale La bella musica       | IT53 (1 Wo.)IT | feat. Fabri Fibra                                                         |
| 2019 | Solido La bella musica              | IT72 Gold · (1 Wo.)IT | Verkäufe: + 50.000                                                        |
| 2019 | Créme de la créme La bella musica   | IT74 (1 Wo.)IT |                                                                           |
| 2019 | Se piove grandina La bella musica   | IT83 (1 Wo.)IT |                                                                           |

Weitere Lieder mit Auszeichnungen
- 2016: Aifon – Gold (25.000+)[3]
- 2017: Gucci Benz (feat. Emis Killa) – Gold (25.000+)[3]

### Gastbeiträge
| Jahr | Titel Album                                      | Höchstplatzierung, Gesamtwochen, AuszeichnungChartsChartplatzierungen (Jahr, Titel, Album, Platzierungen, Wochen, Auszeichnungen, Anmerkungen) | Anmerkungen                                                                       |
| Jahr | Titel Album                                      | IT | Anmerkungen                                                                       |
| --- | ------------------------------------------------ | --- | --------------------------------------------------------------------------------- |
| 2017 | Italieno Oro cromato                             | IT25 Gold · (6 Wo.)IT | Erstveröffentlichung: 27. Oktober 2017 Cromo feat. Vegas Jones Verkäufe: + 25.000 |
| 2020 | Ossigeno GarbAge                                 | IT53 (1 Wo.)IT | Erstveröffentlichung: 11. Dezember 2020 Nitro feat. Vegas Jones                   |
| Folgende Lieder erschienen nicht als Single, wurden aber durch das Album zum Download und Streaming bereitgestellt und konnten somit eine Platzierung erlangen: |                                                  | |                                                                                   |
| |                                                  | |                                                                                   |
| 2018 | Immortale Il ballo della vita                    | IT18 (3 Wo.)IT | Måneskin feat. Vegas Jones                                                        |
| 2018 | Claro Supereroe                                  | IT11 (3 Wo.)IT | Emis Killa feat. Vegas Jones & Gemitaiz                                           |
| 2020 | Kyte sul tempo Scusate se esistiamo              | IT80 (1 Wo.)IT | Dani Faiv feat. Vegas Jones                                                       |
| 2020 | Torna a casa Mula                                | IT52 (1 Wo.)IT | Giame feat. Vegas Jones                                                           |
| 2021 | Apollo 13 Ali                                    | IT54 (1 Wo.)IT | Il Tre feat. Vegas Jones                                                          |
| 2023 | Liscio QVC 10 – Quello che vi consiglio, Vol. 10 | IT95 (1 Wo.)IT | Gemitaiz feat. Vegas Jones                                                        |

## Belege
1. ↑  Beatrice Verga: Vegas Jones, chi è: età, nome completo, fidanzata e tatuaggi. In: Giornal.it. 4. März 2021, abgerufen am 25. Februar 2022 (italienisch).
2. 1 2 3 4 5  Chartquellen: IT
3. 1 2 3 4 5 6 7 8 9 10 11 12 13 14  Certificazioni, Vegas Jones. FIMI, abgerufen am 7. August 2023.

| Personendaten    | Personendaten                                  |
| ---------------- | ---------------------------------------------- |
| NAME             | Jones, Vegas                                   |
| ALTERNATIVNAMEN  | Privitera, Matteo (Geburtsname)                |
| KURZBESCHREIBUNG | italienischer Rapper                           |
| GEBURTSDATUM     | 28. September 1994                             |
| GEBURTSORT       | Garbagnate Milanese, Metropolitanstadt Mailand |